# Jan (biskup wrocławski)
Jan (Johannes Wrotizlaensis episcopus) – pierwszy biskup Wrocławia, który objął władzę nad diecezją wrocławską w chwili jej utworzenia w roku 1000 na zjeździe gnieźnieńskim. Oprócz imienia nie wiadomo o nim nic pewnego. Prawdopodobnie za jego panowania wybudowano we Wrocławiu murowaną katedrę przedromańską, zastępując starszy kościół.
Wskutek reakcji pogańskiej, a także najazdu księcia czeskiego Brzetysława I na Polskę, wrocławska katedra została zniszczona, biskupstwo upadło, a postać pierwszego biskupa wrocławskiego uległa zapomnieniu. Istnieje przypuszczenie, że również wtedy poniósł śmierć biskup wrocławski i że mógłby to być właśnie Jan. Biskupstwo reaktywowano dopiero w 1051, kiedy po odzyskaniu Śląska przez Kazimierza I Odnowiciela, władzę nad diecezją objął biskup Hieronim, od którego zaczyna się numeracja imion biskupów wrocławskich. Następcą Hieronima był biskup również o imieniu Jan, znany z kronik jako Jan I.